# 富士火災海上保険
富士火災海上保険株式会社（ふじかさいかいじょうほけん、The Fuji Fire and Marine Insurance Co., Ltd.）は、かつて存在した中堅損害保険会社。大阪府と東京都に本社を置いていた。現在は合併により、AIG損害保険株式会社となっている。

## 概要
バブル崩壊後に経営危機に瀕し、経営安定化のため2002年（平成14年）3月より、オリックス株式会社（22.19%）とAIGグループ（22.14%）の出資を受けていたが、両社のグループ企業ではなかった。しかし、財務基盤を強化したい同社と資源を損保に集中したいAIG双方の意向から、2008年（平成20年）12月30日と2009年（平成21年）1月21日にAIGグループに対して第三者割当増資を実施し、AIGグループ全体で41.8%を出資することとなり、AIG傘下の会社となる予定とされていた。
その後、2010年（平成22年）3月31日にAIG系の損害保険持株会社「チャーティス」を引受先とする第三者割当増資を実施し、チャーティスのグループ企業となった。2012年11月、AIGグループはAIGをブランドとして再活用することを発表。ブランドは再びチャーティスからAIGに戻ることになり、AIGグループであることが強調されることとなった。
2013年4月にAIGは、AIG ジャパン・ホールディングス株式会社を日本における保険事業の持株会社として再編を実施。AIGジャパン・ホールディングスの完全子会社となった。
2018年1月に、AIU損害保険株式会社へ吸収合併され解散。AIU損害保険株式会社は商号変更し、AIG損害保険株式会社となった。

## 沿革
- 1918年（大正7年） - 井上幸治郎が日本簡易火災保険株式会社を設立。
- 1927年（昭和2年） - 本社ビルを現在の大阪市中央区南船場一丁目18番11号に移転。
- 1941年（昭和16年） - 常磐簡易火災保険株式会社を合併。
- 1949年（昭和24年） - 商号を富士火災海上保険株式会社に変更。
- 1953年（昭和28年） - 大阪証券取引所上場。
- 1961年（昭和36年） - 東京証券取引所上場。
- 2002年（平成14年） - オリックス株式会社・AIGグループが資本参加。
- 2007年（平成19年） - 京都労働局から、サービス残業の是正勧告を受け、未払いの残業代を支払っていたことが判明する[8]。
- 2010年（平成22年）3月31日 - AIG系列であるチャーティスのグループ企業となる。
- 2010年（平成22年）10月1日 - AIGスター生命保険と業務提携（AIGスターで扱う生保商品の販売を行う）
- 2011年（平成23年）8月3日 - AIG及びチャーティスが100%株式取得、これによりAIG及びチャーティスの100%グループ会社となる
- 2013年（平成25年）4月1日 - AIGの保険持株会社であるAIGジャパン・ホールディングスの完全子会社となる。子会社の富士生命保険はAIG富士生命保険に商号変更
- 2016年（平成28年）10月1日 - 本店所在地を東京都港区虎ノ門四丁目3番20号に移転[9]。
- 2017年（平成29年）4月30日 - 子会社であったAIG富士生命保険の全株式を、パシフィック・センチュリー・グループ傘下のFWDグループへ譲渡。
- 2018年（平成30年）1月1日 - AIU損害保険株式会社に吸収合併され解散。AIU損害保険株式会社は商号変更し、AIG損害保険株式会社となる。

## 備考
- 動産三社の一社である。
- 戦後に大和銀行と提携して同行をメインバンクとする。このため、旧野村財閥系企業が多い「大輪会」に参加した。現在もりそな銀行は代理店として当社の商品を販売している。
- 戦前吸収合併した東京地盤の常盤簡易火災保険は東京川崎財閥系の企業で、同系の日本火災海上保険と合併を望んだが、当時は動産保険会社と普通の保険会社の合併が許可されず、やむなく同業の日本簡易火災保険に吸収合併された。
- 社名の「富士」は、富士銀行や富士信託銀行とは一切の関連がない。各社とも似通った社章を用いていた。
- 2010年（平成22年）3月頃まで、損害保険業全体の動向について新聞等は「大手損保6社」や「大手損保7社」の表現を用いたが、富士火災は「大手損保7社」にのみ入っていた。大手損保6社は東京海上日動、三井住友海上、損保ジャパン、あいおい損保、日本興亜損保、ニッセイ同和である。2010年（平成22年）4月以降はこれら6社が淘汰再編され、東京海上ホールディングス、MS&ADインシュアランスグループホールディングス、SOMPOホールディングスの「3メガ損保」を指標となる。

## 提供番組
現在
- なし。

過去
- NNNきょうの出来事（日本テレビ）
- いつみても波瀾万丈（日本テレビ系列）
- 毎日放送制作土曜朝のワイドショー枠（「すてきな出逢い いい朝8時」→「リアルタイム」→「サタモニ!」→「知っとこ!」）
- まんが日本昔ばなし（デジタルリマスター版。毎日放送制作・TBS系列、30秒）
- 知っとこ!（毎日放送制作・TBS系列、30秒）
1994年（平成6年）10月8日から2005年（平成17年）9月末までは、毎日放送制作土曜朝のワイドショー枠（「すてきな出逢い いい朝8時」→「リアルタイム」→「サタモニ!」→「知っとこ!」）のスポンサーだった。その後は同年10月より1年間「まんが日本昔ばなし」（デジタルリマスター版）のスポンサーを務めた。2007年（平成19年）4月より約3ヶ月間にわたり、スポットCMを流していたが、「知っとこ!」2008年（平成20年）1月5日放送からスポンサーとして復帰。また、同年7月5日放送からはヒッチハイク（放送時間は9時10分ごろ）に移行し、2008年（平成20年）12月末まで流していた。
- 甦るマヤ・1990〜密林に眠る大王を探して〜（毎日放送制作・TBS系列、1990年9月2日放送）

2011年（平成23年）1月現在、スポットCM中心となっている（但し、ラジオ大阪や四国放送ラジオなど、一部ラジオ局では情報番組の交通情報枠などでCMスポンサー枠（20秒×1本）を設けているところもある）。
また、2010年（平成22年）2月より、YouTubeを利用した宣伝を行っている。
2009年（平成21年）より「佐渡裕とスーパーキッズオーケストラ」ニューイヤーミニコンサートを協賛している。
このほか、MBSラジオの「ありがとう浜村淳です」で募集する映画試写会のスポンサーとなっていた。応募の葉書には富士火災の「富士」を書くように案内されていた。